# Đứng trên vai người khổng lồ

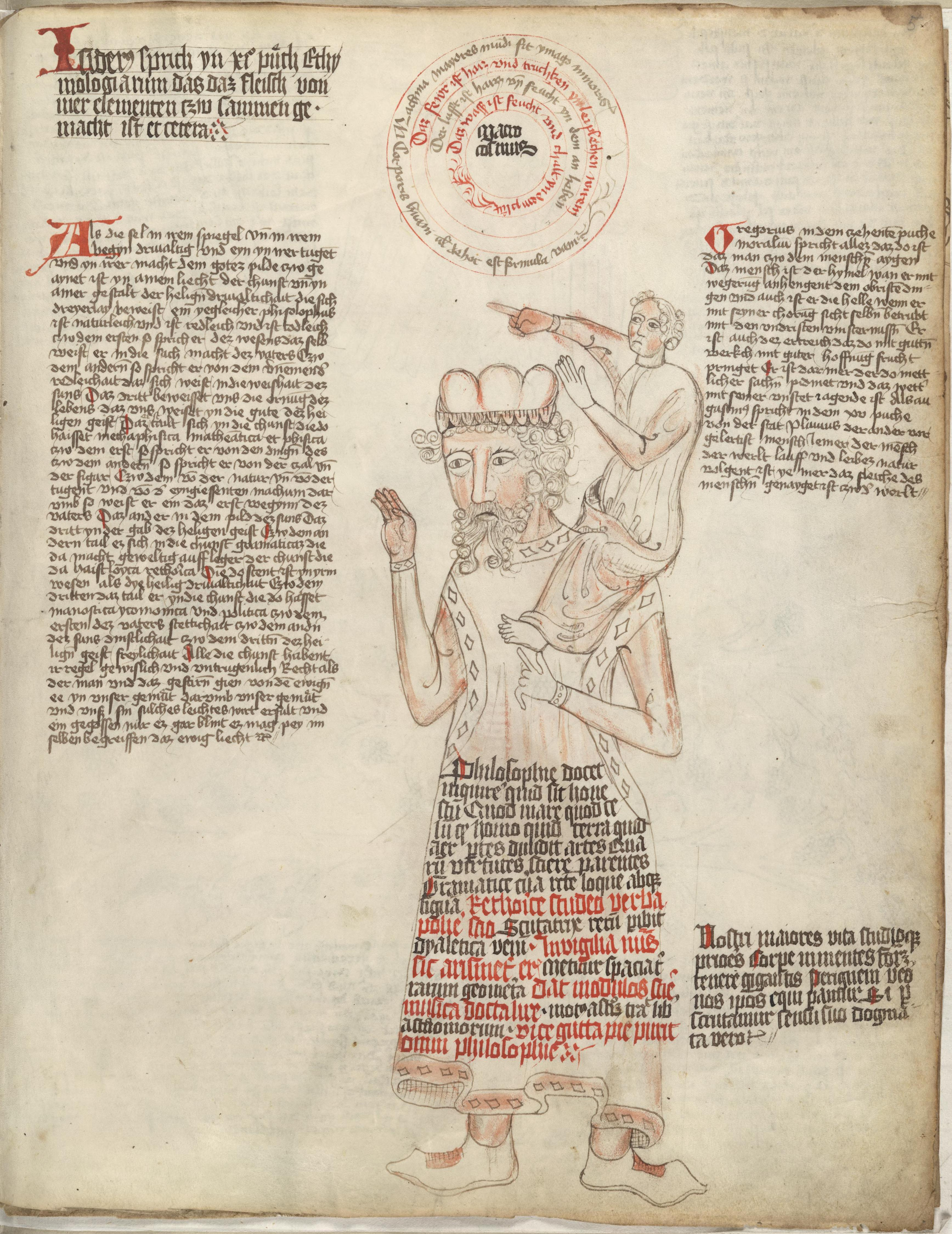
Bức tranh này bắt nguồn từ thần thoại Hy Lạp: người khổng lồ mù Orion cõng người hầu Cedalion trên vai để làm đôi mắt của mình.

"Đứng trên vai người khổng lồ" là cụm từ mang tính ẩn dụ có nghĩa là “vận dụng sự hiểu biết của những nhà tư tưởng lớn đi trước để đạt được tiến bộ về trí tuệ".
Đây là phép ẩn dụ về những chú lùn đứng trên vai người khổng lồ (tiếng Latinh: nanos gigantum humeris insidentes) và thể hiện ý nghĩa "tìm ra sự thật bằng cách khởi tạo dựa trên những khám phá trước đó". Theo lời học giả John thành Salisbury viết trong cuốn Metalogicon thì khái niệm này vốn là do triết gia Bernard thành Chartres đề ra từ thế kỷ 12: "Ngài Bernard từng đem chúng ta ra so sánh với chú lùn ngồi trên vai người khổng lồ. Ông ấy chỉ ra rằng chúng ta nhìn được nhiều hơn và xa hơn những người tiền nhiệm của chúng ta, không phải vì chúng ta có tầm nhìn sắc bén hơn hay chiều cao lớn hơn, mà bởi vì chúng ta được nâng lên và sinh ra trên tầm vóc khổng lồ của họ".
Tuy vậy cách diễn đạt quen thuộc và phổ biến nhất của khái niệm này từng xuất hiện trong một bức thư năm 1675 của Isaac Newton: "nếu tôi có nhìn xa hơn [hơn những người khác] thì đó là nhờ đứng trên vai người khổng lồ".